# Tobias Oertel

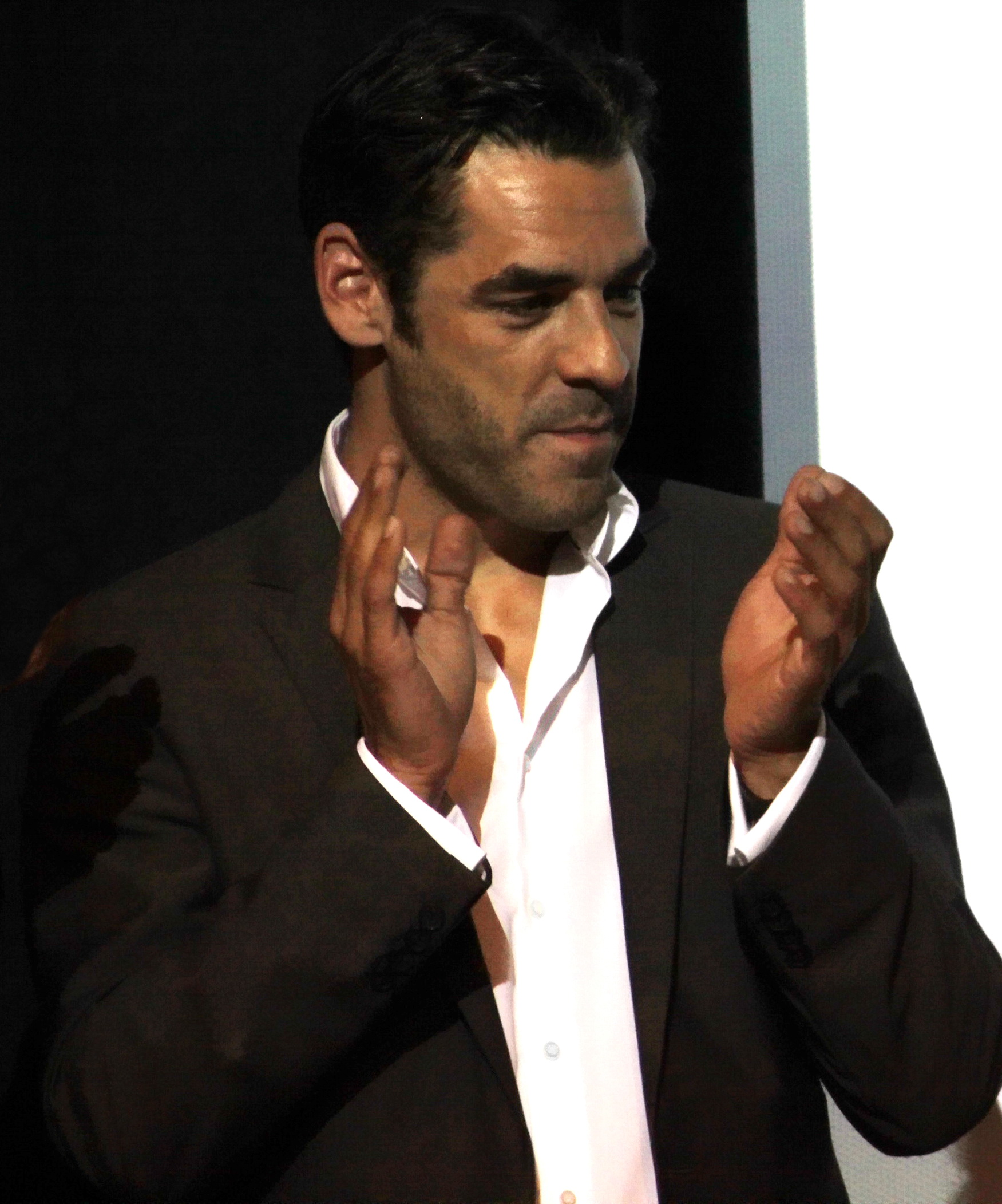
Tobias Oertel

Tobias Oertel (* 18. Oktober 1975 in Werneck) ist ein deutscher Schauspieler.

## Leben
Tobias Oertel wuchs in Münnerstadt auf und zog später als Jugendlicher mit der Familie nach Würzburg. Dort spielte Oertel im Kinder- und Jugendtheater erste Rollen.
Er absolvierte seine Schauspielausbildung von 1995 bis 1999 an der Folkwang Hochschule Essen und an der Filmakademie Baden-Württemberg. Zu seinen Dozenten gehörten unter anderem Leander Haußmann und Tom Toelle. Oertels Laufbahn als Schauspieler begann am Theater. Er hatte seit 1996 Theaterengagements unter anderem bei den Ruhrfestspielen in Recklinghausen, wo er in den Theaterstücken Was ihr wollt von William Shakespeare und in Judith von Friedrich Hebbel auftrat. 1999 spielte er am Theater „Die Tonne“ in Reutlingen in dem Stück Equus von Peter Shaffer. In der philosophischen Komödie Der Freigeist von Éric-Emmanuel Schmitt trat er 2003 in der Komödie am Kurfürstendamm in Berlin und in der Komödie Winterhuder Fährhaus in Hamburg auf.
Nach einem Filmseminar bei der Coaching Company (2001) hatte Oertel 2002 seine erste Filmrolle mit einer kleinen Nebenrolle in dem Spielfilm Semana Santa, wo er allerdings im Abspann nicht genannt wurde. Ab 2002 entwickelte sich kontinuierlich eine Karriere im deutschen Fernsehen. Oertel übernahm hierbei mehrere durchgehende Serienrollen, Episodenrollen und auch Gastrollen.
Er wurde vor allem in der Rolle des Philipp Fromm in der Sat.1-Fernsehserie Bis in die Spitzen bekannt, wo er an der Seite von Muriel Baumeister und Jeanette Hain spielte. 2005 war er außerdem in Wolffs Revier und dem RTL-Zweiteiler Die Sturmflut auf dem Bildschirm zu sehen.
Oertel wurde im deutschen Fernsehen zunächst häufig in Kriminalfilmen und Krimiserien eingesetzt, wo er hauptsächlich auf den Rollentypus des Bösewichts oder des geheimnisvollen Schurken festgelegt war. Oertel legte diese Charaktere stets ambivalent an. In der ZDF-Krimireihe Kommissarin Lucas war er 2006 in einer Episodenhauptrolle zu sehen; er spielte den zunächst tatverdächtigen Klaus Webert, einen Mitarbeiter der Regensburger Wasserwacht und Freund des Mordopfers, der als Verbindungsmann für den Verfassungsschutz arbeitet. In der ZDF-Krimireihe Ein starkes Team spielte er in der Folge Stumme Wut (Erstausstrahlung: Januar 2007) den Berliner Bordellbesitzer Olaf Hecker. Im Wilsberg-Krimi Royal Flush (Erstausstrahlung: März 2008) spielte er Thomas Winter, den manipulativen Geschäftsführer einer Großbäckerei, der seine Ehefrau getötet hat. Erst später kamen auch komödiantische Rollen wie die des Kleinstadt-Casanovas Ben in dem Sat.1-Film Frauen wollen mehr (2009) hinzu.
In dem ZDF-Liebesfilm Glücksboten aus der Katie-Fforde-Fernsehreihe verkörperte er 2010 an der Seite von Felicitas Woll den aufstrebenden Gourmet-Koch Lucas Gillespie. In der ZDF-Komödie Bella Vita (2010) war er neben Andrea Sawatzki als Polizist und alleinerziehender Vater Sebastian Berg zu sehen. In dem Tatort-Krimi Altes Eisen (2011) hatte er eine Hauptrolle; er spielte Peter Stamm, den dubiosen Inhaber eines Wettbüros. In dem Spielfilm IK1 – Touristen in Gefahr war Oertel im September 2011 als Hauptdarsteller einer RTL-Produktion zu sehen. In dem Psychothriller Es ist nicht vorbei war er 2011 neben Anja Kling im Ersten in der Rolle des Personalreferenten Jochen Weber zu sehen; er spielte den Ehemann einer in der DDR wegen versuchten „ungesetzlichen Grenzübertritts“ inhaftierten Pianistin. In der deutschen Filmkomödie Mann tut was Mann kann (2012) hatte er die Rolle des Timothy Huntington; er verkörperte den zukünftigen Bräutigam der Hauptfigur Iris.
In dem ZDF-Sonntagsfilm Flaschenpost an meinen Mann war er an der Seite von Melika Foroutan im März 2013 als Tanzlehrer zu sehen, in dessen Ehealltag die Leidenschaft abhandengekommen ist. Im April 2013 war Oertel als brasilianischer Bootsbauer in dem ZDF-Film Fluss des Lebens – Verloren am Amazonas zu sehen. In der Fernsehkomödie Bella Dilemma – Drei sind einer zuviel (2013), dem dritten Teil der Bella-Reihe mit Andrea Sawatzki, spielte Oertel erneut die Rolle des Polizisten Sebastian Berg; die Erstausstrahlung war im September 2013 im ZDF.
Oertel wirkte auch bei einigen Kurzfilmen und in einigen Kinoproduktionen mit. So spielte er 2007 in Vorne ist verdammt weit weg und 2008 in Unschuld mit. 2012 stand er als Hauptdarsteller für den Film Bissige Hunde vor der Kamera, eine Produktion der Filmakademie Baden-Württemberg und der ProSiebenSat.1 Media. Der Film hatte seine Premiere im November 2012 auf der 18. Filmschau Baden-Württemberg.
In der ZDF-Krimireihe Die Wallensteins (Dresden Mord) spielt er seit 2015 den Spurenermittler und Kriminaltechniker Fabian Wiedlitz. Von 2015 bis 2020 war er in der ARD-Krimireihe Der Bozen-Krimi in einer Hauptrolle als Capo Matteo Zanchetti zu sehen. In der ZDF-Krimiserie SOKO Leipzig spielte er 2012, 2015 und 2018 die wiederkehrende Gastrolle des Profilers Frank Seefeld.
Tobias Oertel lebt in Berlin.

## Filmografie (Auswahl)
- 2002: Semana Santa
- 2004: Für alle Fälle Stefanie – Eine Frau startet durch
- 2005: Wolffs Revier
- 2005: Polizeiruf 110: Heimkehr in den Tod
- 2005: Nachtschicht – Tod im Supermarkt
- 2005: Kanzleramt
- 2005–2006: Bis in die Spitzen
- 2006: Tatort: Sonnenfinsternis
- 2006: Die Sturmflut
- 2006: Tornado – Der Zorn des Himmels
- 2006: Kommissarin Lucas – Skizze einer Toten
- 2006: Unter anderen Umständen
- 2006: Kommissar Stolberg: Flüchtige Begegnung
- 2007: Das Duo – Liebestod
- 2007: Der geheimnisvolle Schwiegersohn
- 2007: Ein starkes Team: Stumme Wut
- 2007: Solo für Schwarz – Tödliche Blicke
- 2007: Lutter: Um jeden Preis
- 2007: Küstenwache: Tödliche Geschäfte
- 2007: SOKO 5113: Unter Verdacht
- 2007: Vorne ist verdammt weit weg
- 2008: Unschuld
- 2008: Wilsberg: Royal Flush
- 2008: Polizeiruf 110 – Taximord
- 2008: KDD – Kriminaldauerdienst
- 2008: Tatort – Das schwarze Grab
- 2009: Frauen wollen mehr
- 2009, 2024: SOKO Köln – Tod eines Aupair-Mädchens, Eiskalt
- 2009: Der Dicke – Zwischen den Stühlen
- 2009: Crashpoint – 90 Minuten bis zum Absturz
- 2010: Katie Fforde – Glücksboten
- 2010: Der Alte – Folge 346: Muttertag
- 2010: Bella Vita
- 2010: Ungesühnt
- 2010: 380.000 Volt – Der große Stromausfall
- 2010: Meine Familie bringt mich um!
- 2011: Liebe, Babys und ein Stückchen Heimat
- 2011: Schandmal – Der Tote im Berg
- 2011–2013: IK1 – Touristen in Gefahr
- 2011: Tatort – Altes Eisen
- 2011: Es ist nicht vorbei
- 2011: Unter Verdacht – Die elegante Lösung
- 2011: Doctor’s Diary – Autsch! Sturz von der Karriereleiter!
- 2012: Das Ende einer Nacht
- 2012: Bella Australia
- 2012: Bamberger Reiter. Ein Frankenkrimi
- 2012: Mann tut was Mann kann
- 2012: SOKO Leipzig – Getrieben (Zweiteiler)
- 2013: Flaschenpost an meinen Mann
- 2013: Fluss des Lebens – Verloren am Amazonas
- 2013: Bella Dilemma – Drei sind einer zu viel
- 2013: Tatort: Happy Birthday, Sarah
- 2014: Frauenherzen
- 2014: Der Alte – Im Alleingang
- 2015: SOKO Leipzig – Bewegliche Ziele
- 2015–2020: Der Bozen-Krimi (Krimireihe)
  - 2015: Wer ohne Spuren geht
  - 2016: Das fünfte Gebot
- 2015: Die Wallensteins – Dresdner Dämonen
- 2016: Immer Ärger mit Opa Charly
- 2016: Dresden Mord: Nachtgestalten
- 2016: Der Kriminalist – Rabenmutter
- 2016: Ein starkes Team: Geplatzte Träume
- 2017: SOKO München – Nachtschicht
- 2017: Polizeiruf 110: Das Beste für mein Kind
- 2017: Der Sohn
- 2018: Ein starkes Team: Preis der Schönheit
- 2018: Jenseits der Angst
- 2019: Der Staatsanwalt – Ein zweites Leben
- 2020: Wahrheit oder Lüge
- 2020: Alarm für Cobra 11 – Die Autobahnpolizei: Abgründe
- 2021: Die Toten von Marnow
- 2021: Letzte Spur Berlin – Der Tod ist groß
- 2021: One Night Off
- 2021: Der Beschützer
- 2022: Solo für Weiss – Todesengel (Fernsehreihe)
- 2023: Der Alte (Folge 459) – Rückkehr ohne Wiedersehen
- 2023: Die Heiland – Wir sind Anwalt: Der Stalker
- 2023: Ein starkes Team: Kurierfahrt in den Tod